# Plocepasser
A Plocepasser a madarak osztályának verébalakúak (Passeriformes) rendjébe és a szövőmadárfélék (Ploceidae) családjába tartozó nem. A nem besorolása vitatott, egyes szervezetek a verébfélék (Passeridae) családjába sorolják ezeket a fajokat.

## Rendszerezésük
A nemet Andrew Smith skót zoológus és ornitológus írta le 1836-ban, az alábbi 4 faj tartozik ide:
- mahali szövőveréb (Plocepasser mahali)
- bajszos szövőveréb (Plocepasser superciliosus)
- vöröshátú szövőveréb (Plocepasser rufoscapulatus)
- Plocepasser donaldsoni